# عبد القادر جيلاني
عبد القادر جيلاني (بالإنجليزية: Abdul Qadir Jeelani)‏ (اسم الولادة غاري كول) مواليد 10 فبراير 1954 في بيلز - الوفاة 03 أغسطس 2016، كان لاعب كرة سلة أمريكي. بدأ مسيرته الاحترافية في سنة 1976. تم اختياره من قبل فريق كليفلاند كافالييرز خلال الدرافت. بلغ طوله 6 قدم 8 بوصة (2.0 م). اعتزل اللعب في 1989.

## المسيرة الاحترافية
لعب مع بورتلاند ترايل بلايزرز في موسم 1979–1980، ثم لعب مع دالاس مافيريكس في موسم 1980–1981، ثم لعب مع ساسكي باسكونيا في الدوري الإسباني من سنة 1985 إلى 1987، ثم لعب مع نادي إشبيلية لكرة السلة في موسم 1988–1989.

## روابط خارجية
- عبد القادر جيلاني على موقع إن بي أي (الإنجليزية)
- عبد القادر جيلاني على موقع سبورتس رفرنس (الإنجليزية)
- عبد القادر جيلاني على موقع الدوري الإسباني لكرة السلة (الإسبانية)
- عبد القادر جيلاني على موقع ريلجم (الإنجليزية)
- عبد القادر جيلاني على موقع بروبوليرز (الإنجليزية)
- عبد القادر جيلاني على موقع سبورتس رفرنس (الإنجليزية)